# Oflag 52
Oflag 52 – niemiecki obóz jeniecki okresu II wojny światowej.
Wiosną 1941 w II Okręgu Wojskowym powołano komendę obozu oficerskiego Oflag 52 oraz wartowniczy 322 batalion rezerwowy. 16 czerwca komendant obozu otrzymał rozkaz zorganizowania obozu w Ebenrode w Prusach Wschodnich. Pod koniec września 1941 znajdowało się w nim 4990 jeńców. W ramach selekcji wymordowano 1900 komunistów. Epidemia zabrała kolejnych 1000 osób. Na początku lutego 1942 w obozie przebywało jeszcze 1980 jeńców, a cztery miesiące później liczba ich zmalała o 900. Oflag 52 został przemianowany na Stalag I D. Pod koniec czerwca 1942 obóz zlikwidowano. Szacuje się, że zginęło w nim 5 do 7 tysięcy jeńców.